# لوتين فون كريمر
شارلوت «لوتين» لويز فون كريمر (بالسويدية: Lotten von Kræmer)‏ (مواليد 6 أغسطس 1828، ستوكهولم – توفيت 23 ديسمبر 1912، ستوكهولم) بارونة سويدية وكاتبة وشاعرة وصاحبة أعمال خيرية وناشطة في حقوق المرأة. كانت مؤسسة المجتمع الأدبي «المجتمع التاسع» (Samfundet De Nio)، مع مارتينا بيرغمان-أوستربيرغ التي كانت المموّلة الرئيسية للجمعية الوطنية لحق المرأة في التصويت.

## سيرتها الذاتية

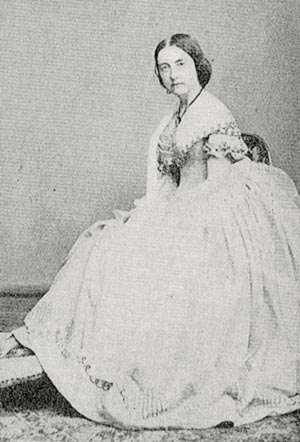
شارلوت لوتين لويز فون كريمر

لوتين هي ابنة حاكم محافظة أوبسالا، البارون روبرت فريدريك فون كريمر، وماريا شارلوت (لوتين) سوديربيرغ هي شقيقة الكاتب والعالم والسياسي روبرت فون كريمر. لقد نشأت في مقر إقامة الحاكم في قلعة أوبسالا في أوبسالا، وتلقت تعليمها الخاص من أساتذة جامعة أوبسالا.
كانت مشاركة تحظى بشعبية في حياة المجتمع الثقافي والفكري في أوبسالا. وكان مؤلفون من أمثال جيجر وأتيربوم على معرفة بوالديها، وكانت فريدكا بريمير صديقة أمها. أثبتت لوتين موهبتها بنفسها في مجالات فنية مختلفة: كالمشاركة في الأمسيات الأدبية والرقص في الحفلات الراقصة والتمثيل في مسرح الهواة، كما حدث عندما لعبت دور جين إير. وقد تلقت حينها الإرشادات من إليز هواسر. زارت ألمانيا والنمسا وإيطاليا مع أسرتها في صيف عام 1847. بدأ سمعها يضعف ببطء منذ عام 1847 نتيجة إصابتها بالحمى القرمزية، وأصبحت صماء بعد ذلك. وهذا ما أنهى حياتها المجتمعية وأثرّ فيها تأثيرًا عميقًا. خطبها الطالب المحافظ ستن جوهان ستنبيرغ في عام 1855، لكن الخطوبة انتهت بسبب تدهور سمعها ولأنه لم يستطع قبول أفكارها الراديكالية وطموحاتها الأدبية. لم تتزوج قط.
توفي والدها في عام 1880 وورثت ثروة كبيرة، والتي قيل إنها كانت كافية لتتدبر أمرها جيدًا. انتقلت إلى ستوكهولم حيث عاشت حياة متقشّفة أكثر فأكثر على مر السنين واعتبرتها سنوات مثمرة. فقد أنفقت الكثير من ثروتها لتمويل العديد من المنظمات الخيرية والإصلاح الذي تختاره.